# Karups sommarby
Karups sommarby – miejscowość (tätort) w Szwecji, w regionie administracyjnym (län) Skania, w gminie Sjöbo.
Według danych Szwedzkiego Urzędu Statystycznego liczba ludności wyniosła: 388 (31 grudnia 2015), 407 (31 grudnia 2018) i 410 (31 grudnia 2019).